# Комяхов Василь Григорович
Василь Григорович Комяхов (18 [31] березня 1911, Слов'янськ — 16 жовтня 1966, Київ) — український радянський державний діяч, депутат Верховної Ради СРСР 4—7-го скликань, депутат Верховної Ради УРСР 2—3-го і 6-го скликань. Кандидат у члени ЦК КПРС у 1956—1961 роках. Член ЦК КПРС у 1961—1966 роках. Член Ревізійної Комісії КПУ в 1952—1954 роках. Член ЦК КПУ в 1954—1966 роках. Член Президії (Політбюро) ЦК КПУ 25 грудня 1962 — 16 жовтня 1966 р.

## Біографія
Народився 18 (31) березня 1911 року в місті Слов'янську Харківської губернії в родині робітника-залізничника. Українець. Навчався в школі, в 1924 році вступив до комсомолу.
- У 1927—1930 роках навчався в Гришинському агрономічному технікумі.
- З 1930 року — дільничний агроном Нікопольської машинно-тракторної станції на Дніпропетровщині, завідувач агровиробничої дільниці і старший агроном Оріхівської машинно-тракторної станції на Запоріжчині.
- У 1932—1936 роках — студент Одеського сільськогосподарського інституту. Обирався секретарем комсомольської організації та головою профкому інституту.
- У 1936 році закінчив Одеський сільськогосподарський інститут, був рекомендований до аспірантури.
- У 1936—1938 роках служив в Червоній армії. Закінчив школу молодших командирів, був командиром автомобільної роти, секретарем комсомольської організації автобронетанкового батальйону.
- У 1938—1939 роках — начальник зерно-бурякового управління Миколаївського обласного земельного відділу.
- У 1939—1941 роках — головний агроном, заступник начальника Кіровоградського обласного земельного відділу. Член ВКП(б) з березня 1941 року;
- У 1941—1945 роках — в РСЧА. Учасник Другої світової війни, командир автобронетанкового батальйону на Волховському, 3-му Прибалтійському фронтах, начальник 1-го відділу автомобільного управління 2-го Білоруського фронту.
- З 1945 року по березень 1947 року — начальник Кіровоградського обласного земельного відділу;
- березень 1947 — лютий 1949 — начальник Кіровоградського обласного управління сільського господарства;
- лютий 1949 — листопад 1953 — голова виконавчого комітету Кіровоградської обласної Ради депутатів трудящих;
- 27 вересня 1952 — 23 березня 1954 — член Ревізійної комісії КП(б) — КП України;
- 23 листопада 1953 — 13 грудня 1955 — 1-й секретар Сумського обласного комітету КП України;
- 26 березня 1954 — 16 жовтня 1966 — член ЦК КП України;
- 14 грудня 1955 — 6 січня 1961 — 1-й секретар Кримського обласного комітету КП України;
- 25 лютого 1956 — 17 жовтня 1961 — кандидат у члени ЦК КПРС;
- січень 1961 — грудень 1962 — 1-й секретар Полтавського обласного комітету КП України;
- 31 жовтня 1961 — 16 жовтня 1966 — член ЦК КПРС;
- 25 грудня 1962 — 16 жовтня 1966 — член Президії — Політичного бюро ЦК КП України;
- 26 грудня 1962 — 16 жовтня 1966 — секретар ЦК КП України;
- 26 грудня 1962 — 1965 — голова Бюро ЦК КП України по керівництву сільськогосподарським виробництвом.

Могила Василя Комяхова

Помер 16 жовтня 1966 року. Похований в Києві на Байковому кладовищі.

## Нагороди
- три ордена Леніна (26.02.1958, 1961, 22.03.1966)
- орден Вітчизняної війни 1-го ступеня (30.07.1945)
- орден Вітчизняної війни 2-го ступеня (12.10.1944)
- орден Трудового Червоного Прапора (23.01.1948)
- орден Червоної Зірки (1.06.1944)
- медалі